# Zhu Rong

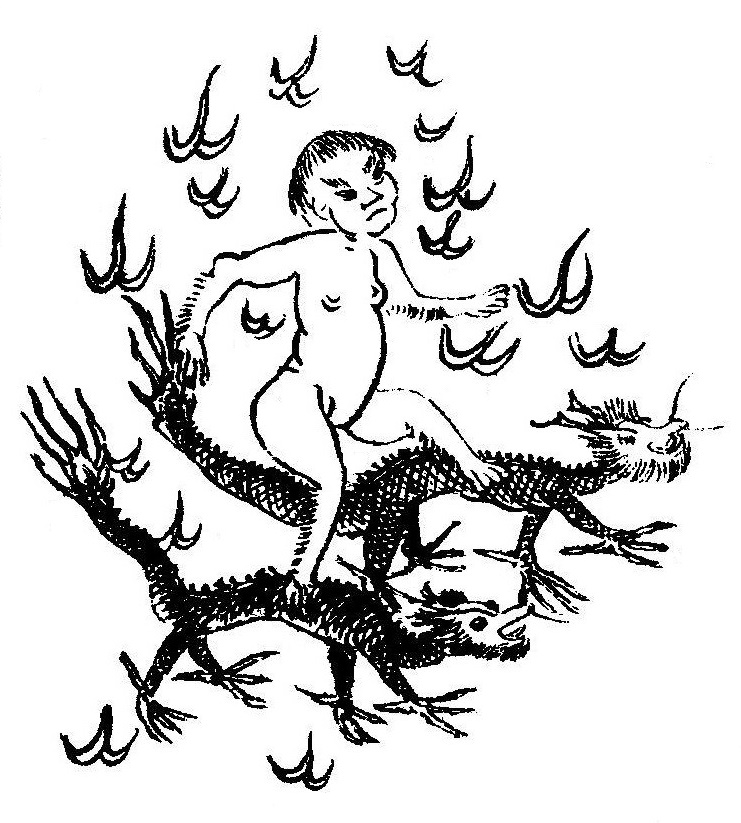
Zhu Rong

Zhu Rong (祝融) è una figura mitologica e storica della Cina antica, venerato come dio del fuoco e considerato un'importante divinità nella mitologia cinese. Appare in diverse leggende, testi filosofici e storici, dove è associato non solo al controllo degli incendi, ma anche all'ordine cosmico e alla giustizia divina.

## Mitologia
Zhu Rong è descritto come una figura potente, spesso rappresentato con un aspetto maestoso e fiammeggiante. Nella mitologia cinese si narra che fosse incaricato di governare il fuoco e di mantenere l'equilibrio nel mondo.
Una delle storie più famose lo vede opporsi a Gong Gong (共工), il dio dell'acqua, in una battaglia epica. Questa lotta rappresenta il conflitto tra fuoco e acqua, ordine e caos. Secondo il mito, Zhu Rong sconfisse Gong Gong, ristabilendo l'ordine nel mondo.